# Pelargonium cucullatum
Espèce
Classification phylogénétique
Le Pelargonium cucullatum, ou pélargonium à feuilles en entonnoir est arbrisseau de la famille des Geraniaceae, croissant en Afrique du Sud.
Par hybridation avec d'autres pélargoniums, P. cucullatum a permis de dériver le groupe regal de pélargoniums horticoles.

## Étymologie et histoire

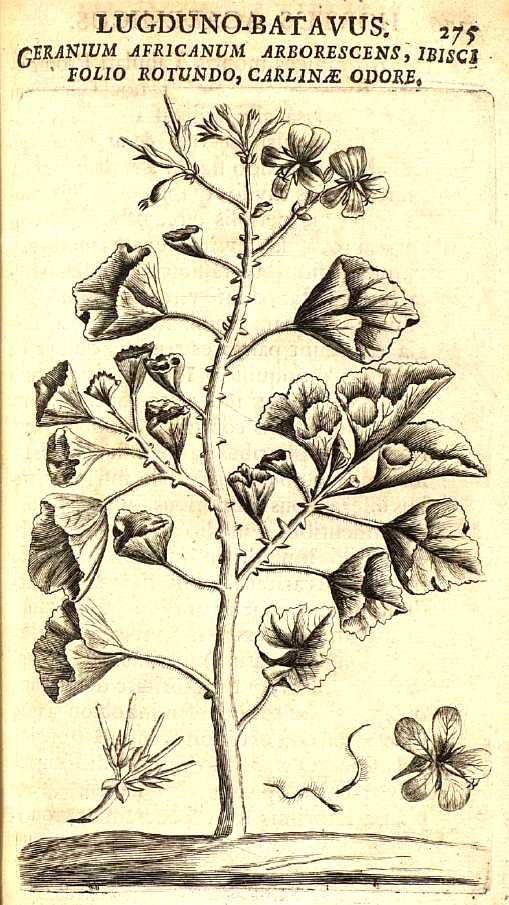
Première illustration de Geranim Africanum par Paul Hermann, 1687

Le nom générique Pelargonium, en latin scientifique, dérive du grec pelargós (πελαργός), désignant la cigogne, la forme de leur fruit évoquant le bec de l'échassier. L'épithète spécifique cucullatum, inflexion du latin cucullus « cornet, capuchon » (Gaffiot).
La première description botanique de l'espèce est due à un botaniste et médecin néerlandais Paul Hermann. Médecin de bord sur un navire se rendant au Sri Lanka, Hermann lors d'une escale au Cap, en 1672, en profita pour herboriser dans la région. En explorant les affleurements sableux de la Montagne de la Table, il observa un arbuste de 2 m de haut, aux fleurs roses et aux feuilles en coupe, qui est actuellement connu sous le nom de Pelargonium cucullatum. Il en enverra des spécimens et peut être des graines au jardin botanique de Leyde, en Hollande. Plus tard, Hermann devenu professeur de botanique et directeur du Jardin botanique de l'Université de Leyde, publia des descriptions et illustrations de neuf Geranium Africanum dont le Geranium Africanum arborescens ibisci folio rotundo que Linné en 1735 désignera plus simplement par le binôme Geranium cucullatum.
Les échanges de plantes entre la Hollande, l'Angleterre et la France étaient nombreux. À Londres, le Jardin botanique de Chelsea qui s'était doté de serres, put cultiver à partir de 1690, des spécimens de P. cucullatum et P. capitatum.
À la veille de la Révolution de 1789, L'Héritier magistrat et botaniste travaillait à Geraniologia, un grand texte inachevé, dans lequel il propose de reclasser les géraniums africains de Linné dans le nouveau genre des Pelargonium. Cette proposition ne fut largement acceptée qu'au siècle suivant et le nom de « géraniums », utilisé par les jardiniers, s'était entretemps bien implanté dans la langue commune (en France comme en Angleterre).

## Description

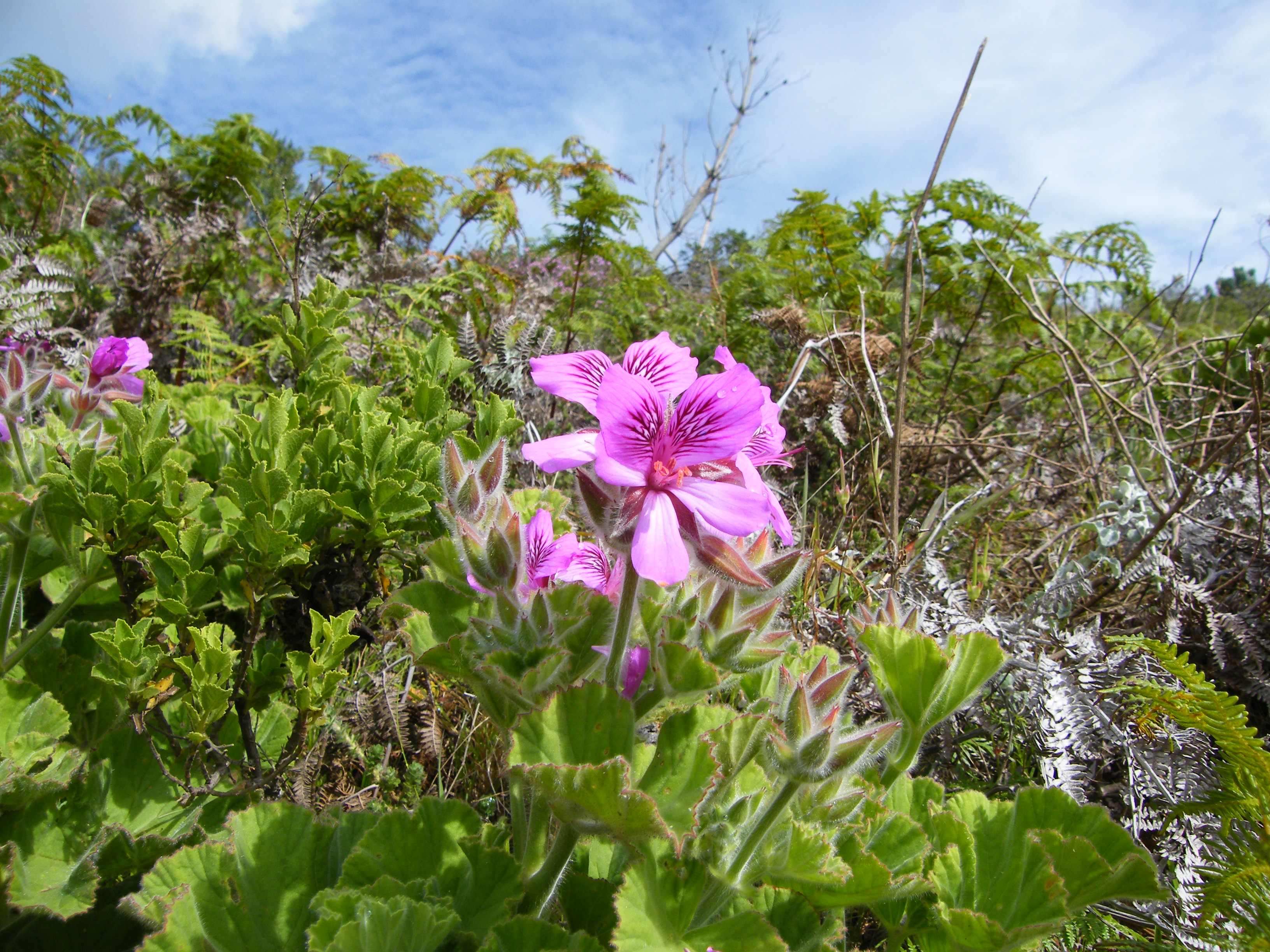
P. cucullatum.

À l'état sauvage, le Pelargonium cucullatum est un arbrisseau, vigoureux, pubescent, érigé, pouvant atteindre 2 m de haut.
Les feuilles sont arrondies, en forme de coupe (en entonnoir cucullus, dirigé vers le haut), légèrement lobées, dentées et pubescentes, de 40 × 50 mm. Elles peuvent être parfois aromatiques.
Les fleurs sont groupées en ombelle de 5 à 6 fleurs. Elles sont en général, assez grandes (de plus de 4 cm de diamètre) et d'un rose pourpre brillant. Les 2 pétales supérieurs sont veinés de rouge et légèrement plus grand que les 3 pétales inférieurs.
Cette espèces offrent plusieurs variétés.

## Distribution
C'est une plante croissant dans le sud-ouest du Cap en Afrique du Sud. On la trouve dans le fynbos, une zone aux sols pauvres et au climat de type méditerranéen.

## Usages
- Usage médicinale

Les populations indigènes d'Afrique australe utilisaient P. cuculatum, avec d'autres pélargoniums, en infusion, décoction ou grillé, comme antidiarrhétique.
- Usage horticole

L'espèce Pelargonium cucullatum  est cultivée dans les jardins, en particulier en Afrique du Sud.
Elle apprécie les endroits ensoleillés.
- Hybridations

Le P. cucullatum fut largement hybridé pour produire les Victorian Show and Fancy pelargoniums, qui jouèrent un rôle central dans la création des pélargoniums du groupe regal à la fin du XIXe siècle.
| Fleur de P. cucullatum, variété blanche | Pelargonium cucullatum ssp cucullatum |